# Joan Salvà i Caldés
Joan Salvà i Caldés (15 d'abril de 1954, Llucmajor, Mallorca) és un mestre d'escola i biògraf de Pere Sastre Obrador.
Salvà es diplomà en Educació General Bàsica, especialitats de Ciències i Educació Infantil. També realitzà cursos d'enginyeria industrial mecànica. S'ha dedicat a l'ensenyament des de l'any 1980. Ha estat director de l'antiga escola de s'Arenal de Palma durant quinze anys i després del CEIP Els Tamarells, de s'Arenal de Llucmajor. Finalitzà la seva tasca docent com a professor de matemàtiques en el primer cicle de secundària de l'IES s'Arenal.
La seva curiositat científica l'ha duit a cercar, remoure i rescatar de l'oblit la personalitat de Pere Sastre, conegut com a Pere de Son Gall. Ha dedicat anys a la investigació i recerca dels documents que sobre la seva vida i el projecte de cometagiroavió. Joan Salvà ha fet conferències de divulgació i ha col·laborat en molts reportatges de televisió sobre aquest personatge singular, així com en publicacions locals. Ha publicat el llibre:
- El precursor llucmajorer de l'helicòpter: Pere Sastre Obrador, de Son Gall (1895-1965). Lleonard Muntaner, 2010.